# Simon Hallström
Simon Hallström (* 4. Januar 1991) ist ein schwedischer Biathlet und Skilangläufer.
Simon Hallström startete zunächst für den Idre Sk, mittlerweile für Lima SKG. Er bestritt seine ersten internationalen Skilanglaufrennen seit 2010 vor allem bei Junioren- und FIS-Rennen, seit 2012 auch im Scandinavian Cup. Mehrfach konnte er Top-Ten-Platzierungen erreichen, den Durchbruch schaffte er in der Sportart jedoch nicht.

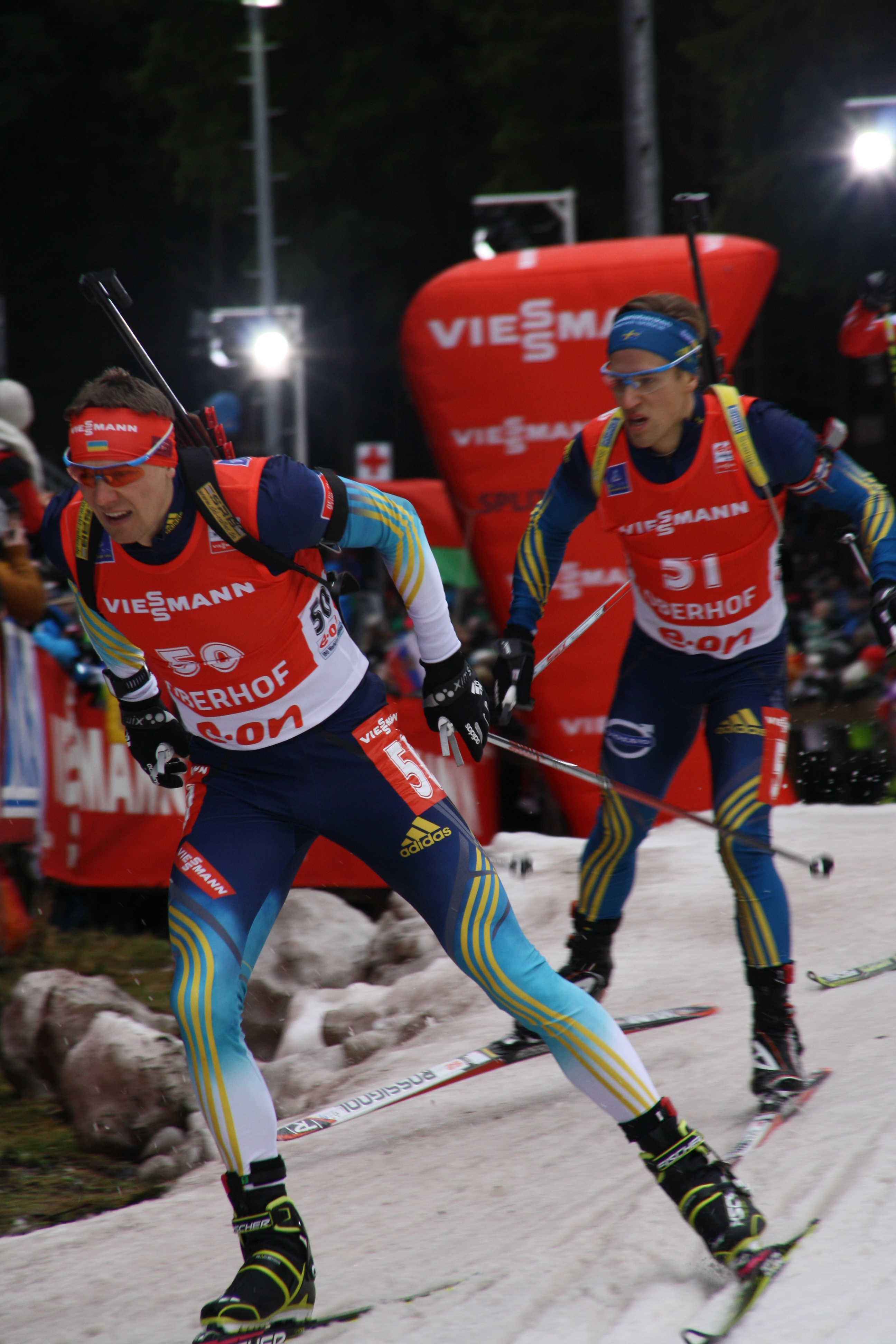
Hallström (51) beim Weltcup-Verfolgungsrennen 2014 in Oberhof in der Verfolgung von Andrij Derysemlja (50).

Seit 2012 startet Hallström auch international im Biathlonsport. Hier debütierte er bei den Biathlon-Juniorenweltmeisterschaften 2012 in Kontiolahti, wo ein 22. Rang im Sprint bestes Resultat war. Zum Auftakt der Saison 2013/14 folgten in Idre die ersten Rennen bei den Männern im Leistungsbereich; in seinem ersten Sprint verpasste er als 46. noch die Punkteränge. Diese erreichte er wenig später als 25. eines Sprints in Beitostølen. Es ist zugleich das bislang beste Resultat des Schweden in dieser Rennserie. Es folgte das Debüt im Biathlon-Weltcup. In Oberhof qualifizierte sich Hallström in seinem ersten Sprintrennen als 51. für die Verfolgung, die er als 58. beendete. Erste internationale Meisterschaft bei den Männern wurden die Biathlon-Europameisterschaften 2014, bei denen er 67. des Einzels, 48. des Sprints, 33. der Verfolgung und mit Gabriel Stegmayr, Peppe Femling und Ted Armgren als beste überrundete Staffel 12. wurde.

## Biathlon-Weltcup-Platzierungen
Die Tabelle zeigt alle Platzierungen (je nach Austragungsjahr einschließlich Olympische Spiele und Weltmeisterschaften).
- 1.–3. Platz: Anzahl der Podiumsplatzierungen
- Top 10: Anzahl der Platzierungen unter den ersten zehn (einschließlich Podium)
- Punkteränge: Anzahl der Platzierungen innerhalb der Punkteränge (einschließlich Podium und Top 10)
- Starts: Anzahl gelaufener Rennen in der jeweiligen Disziplin
- Staffel: inklusive Mixed- und Single-Mixed-Staffeln

| Platzierung              | Einzel | Sprint | Verfolgung | Massenstart | Staffel | Gesamt |
| ------------------------ | ------ | ------ | ---------- | ----------- | ------- | ------ |
| 1. Platz                 |        |        |            |             |         |        |
| 2. Platz                 |        |        |            |             |         |        |
| 3. Platz                 |        |        |            |             |         |        |
| Top 10                   |        |        |            |             |         |        |
| Punkteränge              |        |        |            |             | 2       | 2      |
| Starts                   | 1      | 5      | 1          |             | 2       | 9      |
| Stand: 31. Dezember 2021 |        |        |            |             |         |        |